# L'altro, lo stesso
(Jorge Luis Borges)
L'altro, lo stesso (El otro, el mismo) è una antologia scritta da Jorge Luis Borges nel 1964. Si tratta di una raccolta di sessantacinque componimenti realizzati precedentemente, raccolti sin dagli anni cinquanta sotto il titolo provvisorio di Altre poesie.

## Edizioni
- Jorge Luis Borges, L'altro, lo stesso, Adelphi, 2002.